# シミー現象
シミー現象（シミーげんしょう、英: Wobble, shimmy）とは、走行中にバイクや自動車をはじめとし航空機や自転車などにおける車輪、車軸を含む舵取り装置全体の振動のことを称する 。シミー現象が大きくなると舵取り装置が激しく首ふり振動するようになり操縦困難に陥る。
主に速度が80キロメートル毎時以下の低速度走行時において発生しやすく、40キロメートル毎時から50キロメートル毎時で発生したシミー現象を低速シミー（ていそくシミー）、100キロメートル毎時から120キロメートル毎時で発生した場合は高速シミー（こうそくシミー）という。

## 概要
シミー現象は低速であればあるほどその発生確率が上がるとともに振動が激しくなる。特にオートバイにおいて手放し運転した時にこの現象を確認することが容易である。この現象を放置した場合は転倒や死亡事故につながることがある。原因は地面の凹凸や車輪のアンバランスによって発生することが多いが、タイヤやフロント周りの異常などが考えられる。自転車の場合は、大量の荷物を後ろの荷台に積載するなどで重心が後ろ側に偏るとシミー現象が発生しやすくなり、操縦困難や破損の要因になりえる。

## 原因
共振によるもの
地面からの振動と車体の持つ固有振動が合致することによるもの。
タイヤの異常
偏摩耗が生じていた場合は、摩耗が激しい進行方向へ曲がろうとする力に対して、進行方向へまっすぐ進もうとする力が同時に働くことでこの現象が発生する。タイヤの空気圧異常などによっても生じる。タイヤのローテーション前後でタイヤの回転方向が変わると発生しやすい。特に運用上で回転方向無指定のタイヤで起こりやすいが、回転方向指定のタイヤでも発生する。
フロントフォークのゆがみ
ゆがみが生じている方向に対して、進行方向へまっすぐ進もうとする力が同時に働くことでこの現象が発生する。
ホイールバランスの狂い
ホイール・アライメントやホイールバランスの不安定さが原因で発生することがある。
キングピンオフセット量の狂い（改造）ボールジョイントのガタ
ボデー・アライメントが狂っても起こる。